# Klassiek Hollywood
Klassiek Hollywood is een term die verwijst naar de audiovisuele stijl en productiekenmerken van de Amerikaanse filmindustrie van de eerste decennia van de 20e eeuw.
Klassiek Hollywood wordt vooral gekenmerkt door de continuïteitsmontage, ook bekend als de onzichtbare stijl. Volgens dit principe is het werk of de invloed van de filmmakers (regisseur, monteurs, cameraman, etc.) niet duidelijk zichtbaar in de film. Zo mag bijvoorbeeld het camerawerk op zich nooit de aandacht opeisen in een film.

## Kenmerken

### Stijl
De stijl van Klassiek Hollywood werd erg beïnvloed door de Renaissance. Vooral het idee dat de mensheid centraal stond, was een rode draad door Klassiek Hollywood. De klassieke vertelstructuur werd steeds gestuurd door psychologische motivatie. Dit wil zeggen dat een verhaal steeds een menselijk personage volgde dat trachtte een bepaald doel te bereiken. Tijd en ruimte waren ondergeschikt aan de verhaallijn, die meestal was opgedeeld in twee acties. De eerste actie was heel vaak een heteroseksuele relatie, terwijl de tweede actie meer van zakelijke aard was (bijvoorbeeld het oplossen van een misdaad).
In het geval van tijd was continuïteit in de film erg belangrijk. De enige toegestane vorm van tijdsmanipulatie was de flashback. Dit werd enkel gebruikt bij het tonen van een herinnering of het introduceren van een nieuw personage. Ook het gebruik van ruimte was erg belangrijk. Omdat de mens centraal stond, lag de nadruk op handgebaren en/of gezichtsuitdrukkingen. Daarom greep men voortdurend terug naar medium of medium-long shots. Personen of objecten die van belang waren, stonden steeds scherp en centraal in beeld. De actie die zich op het scherm afspeelde, was ook steeds richting de kijker gericht. En ten slotte zorgden de belichting (voornamelijk driepuntsbelichting), setdecoratie en kostuums ervoor dat de personages erg goed te onderscheiden waren van de onbelangrijke achtergrond.

### Productie

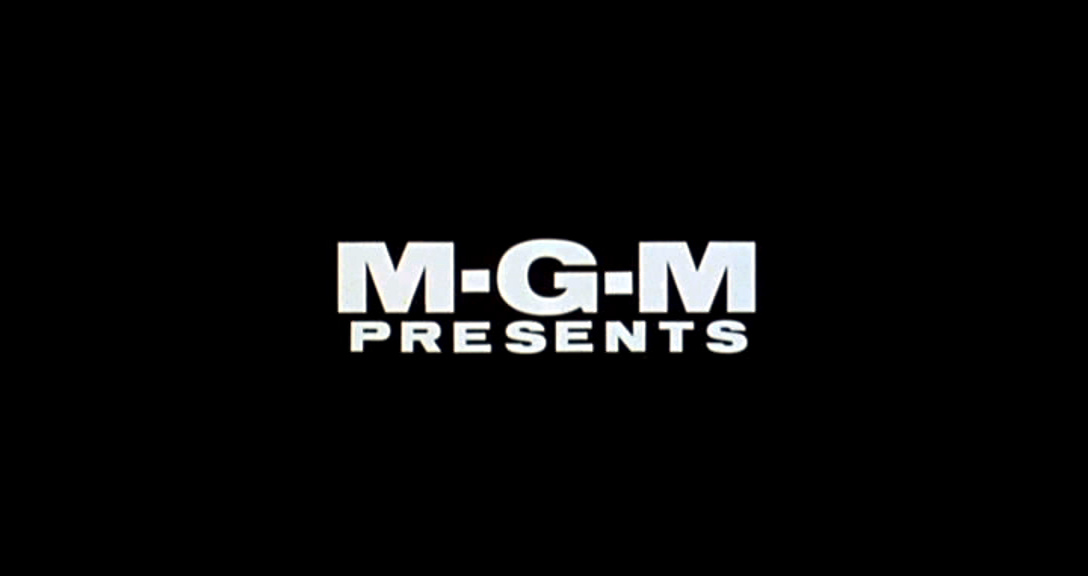
MGM was een van de grootste filmstudio's tijdens Klassiek Hollywood

De productiemethode die eigen was aan Klassiek Hollywood werd ook weleens het studio- of sterrensysteem genoemd. Dit was een gestandaardiseerde wijze van films maken en promoten. Het studiosysteem verwijst naar het feit dat alle werknemers (acteurs, producers, regisseur, etc.) tot een bepaalde filmstudio behoorden. Dit zorgde ervoor dat de filmstijl een gevolg was van de filmstudio en niet van de artistieke keuzes van de filmmakers. Heel wat bekende regisseur als Alfred Hitchcock, Orson Welles, Howard Hawks en John Ford hebben zich hier destijds, al dan niet met succes, tegen verzet.
Het sterrensysteem was dan weer een manier van sterren creëren. Om een filmster te creëren, ging men vaak op zoek naar jonge, talentvolle en vooral knappe acteurs of actrices. Deze kregen dan soms een nieuwe naam, en vooral een nieuw imago. Na enkele dans-, acteer- en zanglessen werden zij voorgesteld als de nieuwe filmsterren van de filmstudio. Zij werden eigenlijk eerder beoordeeld op hun levensstijl en imago dan op hun acteertalent. Bekende voorbeelden van sterren uit de periode van Klassiek Hollywood zijn Cary Grant (echte naam: Archie Leach) en Joan Crawford (echte naam: Lucille Fay LeSueur).

## The Golden Age

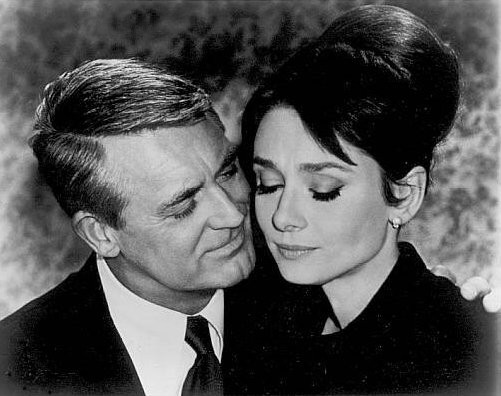
Cary Grant en Audrey Hepburn in Charade

Tijdens The Golden Age (Nederlands: De Gouden Periode) leverden de filmstudio's de ene film na de andere af. Deze periode begon rond 1927, bij het uitkomen van de film The Jazz Singer, de eerste film met gesproken dialogen, en eindigde omstreeks begin jaren zestig, toen New Hollywood zijn intrede deed. De filmstudio's gingen op zoek naar een formule die het goed deed bij het publiek. Al gauw behoorden zowat alle films tot een van de volgende genres: Western, slapstick, musicalfilm, tekenfilm of biopic.
Eind jaren twintig slaagden heel wat grote filmstudio's er in om enkele bioscopen over te kopen. Warner Bros., MGM en RKO Pictures zijn maar enkele van de vele studio's die zelf ook heel wat cinemazalen in hun bezit hadden. In korte tijd beheerden de grote studio's alles. Aan de cast en crew van een film kon je zo zien door welke studio de film was gemaakt. Zo werden bijna alle films van Cecil B. DeMille door Paramount Pictures uitgebracht.
MGM was gedurende de jaren dertig een van de grootste filmstudio's. Heel wat sterren kwamen voort uit MGM. Bekende namen zijn: King of Hollywood Clark Gable, Greta Garbo, Joan Crawford, Jean Harlow, Gary Cooper, Cary Grant, Marlon Brando, Elizabeth Taylor, Ava Gardner, James Stewart, Katharine Hepburn, Vivien Leigh, Grace Kelly, Gene Kelly, Ingrid Bergman, Gloria Stuart, Fred Astaire, Ginger Rogers, John Wayne, Barbara Stanwyck, John Barrymore, Charlie Chaplin, Orson Welles, Audrey Hepburn, Buster Keaton en Judy Garland. Op het gebied van tekenfilms was Walt Disney de grootste naam.

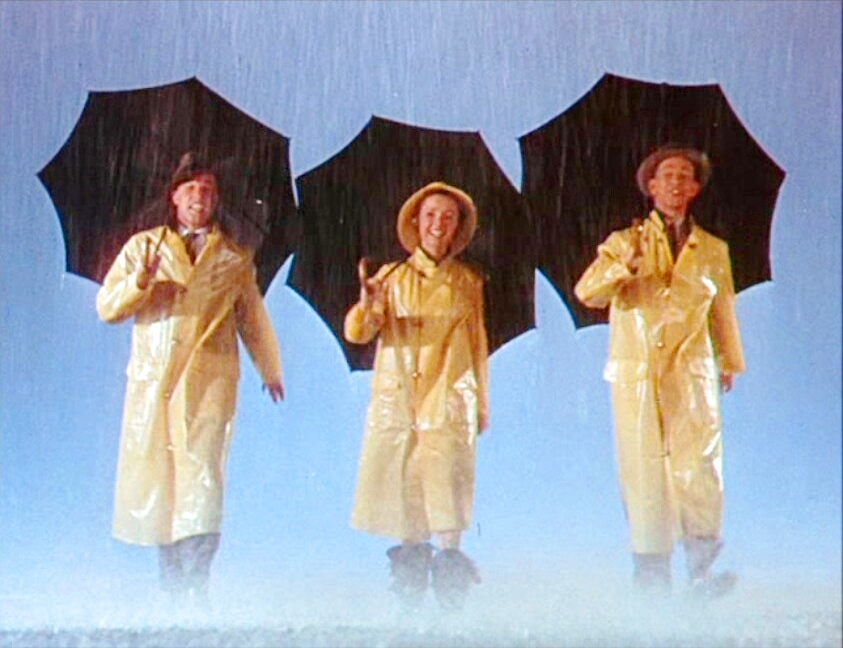
Singin' in the Rain met Gene Kelly (links)

Een van de voornaamste redenen waarom deze periode The Golden Age wordt genoemd, is het aantal succesvolle en goede films die voortkwamen uit deze periode, en dit ondanks een streng en conservatief studiosysteem dat de Amerikaanse cinema overheerste. Filmkenners denken dat dit fenomeen te danken is aan het feit dat er tijdens Klassiek Hollywood films aan de lopende band werden gemaakt. Omdat er enorm veel films werden gemaakt, hoefde niet elke film goed te zijn. Het succes van enkele grote films was vaak al voldoende voor een filmstudio om van een goed jaar te spreken. En dus durfden de filmstudio's op tijd en stond weleens een film uit te brengen met een onbekende regisseur en/of een onbekende cast. Deze films moesten weliswaar rekenen op een laag budget, maar slaagden er wel regelmatig in om zich artistiek te onderscheiden van de rest. Een bekend voorbeeld is het succes van Citizen Kane van de in die tijd nog onbekende Orson Welles.
Het jaar 1939 wordt door velen weleens beschouwd als het hoogtepunt van Klassiek Hollywood of The Golden Age, met films als The Wizard of Oz, Gone with the Wind, Stagecoach en Mr. Smith Goes to Washington. 
Andere klassiekers uit Klassiek Hollywood zijn: City Lights, Dinner at Eight, King Kong, It Happened One Night, Mutiny on the Bounty, Top Hat, My Man Godfrey, Bringing Up Baby, Casablanca, Double Indemnity, It's a Wonderful Life, Red River,  All About Eve, Singin' in the Rain, Roman Holiday, Rear Window, Sabrina, Rebel Without a Cause, North by Northwest en Some Like It Hot.